# Filodrillia columnaria
Filodrillia columnaria é uma espécie de gastrópode do gênero Filodrillia, pertencente à família Borsoniidae.